# 의령 김씨
의령 김씨(宜寧金氏)는 경상남도 의령군을 본관으로 하는 한국의 성씨이다.
시조 김천극(金天極)은 김알지의 후손으로 전해지며, 그는 조선의 좌윤(左尹)으로 의령군(宜寧君)에 봉해졌다.

## 참고 자료
- “의령김씨(宜寧金氏)”. 뿌리를 찾아서.[깨진 링크(과거 내용 찾기)]